# مگومی تویوگوچی
مگومی تویوگوچی (انگلیسی: Megumi Toyoguchi; ۲ ژانویهٔ ۱۹۷۸ – ) صداپیشه اهل ژاپن بود. وی از سال ۱۹۹۶ میلادی تاکنون مشغول فعالیت بوده‌است.